# Georges Casanova
Auguste Georges Casanova (Algír, 1890. július 26. – Algír, 1932. február 20.) olimpiai bronzérmes francia párbajtőrvívó.